# Kongó (film)
A Kongó (eredeti cím: Congo) 1995-ben bemutatott amerikai akciófilm Frank Marshall rendezésében. A forgatókönyv Michael Crichton azonos című regénye alapján készült.

## Történet
Egy megalomániás dúsgazdag elküldi a fiát egy veszélyes afrikai küldetésre. Egy rég eltűnt világ titokzatos lelőhelyét keresik, ahol nagy tisztaságú, hatalmas méretű gyémántok találhatók. Ezek a drágakövek egy nagy teljesítményű lézerfegyver működéséhez nélkülözhetetlenek.
Egy napon a houstoni kutatócsoport óriási lelőhelyre bukkan, amiről műholdas közvetítés segítségével számolnak be, ám az adás közben a kapcsolat megszakad. A Houstonba érkezett utolsó képkockán pedig egy hatalmas gorilla látszik.
Amikor megszakad a csapattal az összeköttetés, a Kongó-vidékére indul egy mentőexpedíció. A kutatók tagjai: Dr. Karen Ross elektronikai szakértő, aki a vőlegényét keresi, Dr. Peter Elliott, aki főemlőskutató, és az Amy névre hallgató szelíd gorillát akarja természetes környezetébe visszahelyezni. Herkermer Homolka is tagja az expedíciónak, ez a román kalandor megszállottan keresi évtizedek óta  Salamon király aranyvárosát.
A zsoldosokkal és helyi kísérőkkel kiegészített csapat tagjai nem is sejtik, mikor útjuk végén behatolnak Zinj ősi szentélyébe, hogy ott az ember a veszélyeztetett faj.

## Szereplők
| Karakter                            | Színész                  | Magyar hang        |
| ----------------------------------- | ------------------------ | ------------------ |
| Dr. Karen Ross                      | Laura Linney             | Kovács Nóra        |
| Dr. Peter Elliot                    | Dylan Walsh              | Csankó Zoltán      |
| Munro százados                      | Ernie Hudson             | Vass Gábor         |
| Herkermer Homolka                   | Tim Curry                | Papp János         |
| Richard, Elliot asszisztense        | Grant Heslov             | Kassai Károly      |
| R.B. Travis, TraviCom vezérigazgató | Joe Don Baker            | Kránitz Lajos      |
| Kórházi vallató                     | Darnell Suttles          | Ujlaki Dénes       |
| Charles Travis, R.B. fia            | Bruce Campbell           | Végh Péter         |
| Jeffrey Weems                       | Taylor Nichols           | Halmágyi Sándor    |
| Wanta százados                      | Delroy Lindo             | Harsányi Gábor     |
| Eddie Ventro                        | Joe Pantoliano           | Pusztaszeri Kornél |
| Amy, a gorilla (hangja)             | Shayna Fox               | Vadász Bea         |
| Kahega                              | Adewale Akinnuoye-Agbaje | Jakab Csaba        |
| Rudy                                | Robert Almodovar         | Bácskai János      |
| Samahani                            | Thom Barry               |                    |
| Amy, a gorilla                      | Misty Rosas              |                    |
| Amy, a gorilla                      | Lorene Noh               |                    |
| Kapitány                            |                          | Antal László       |

## Eltérések az alapműtől
A film nem tartalmaz több alapvető elemet Michael Crichton regényéből, amely a film alapjául szolgált. Az egyik ilyen, hogy Amy anyját valószínűleg szintén a gyilkos szürke gorillák ölhették meg, mivel hasonló törés volt az ő koponyáján is, mint a Zinj romjainál felfedezett gorillacsontokon.
A film készítésének idején, az 1990-es években játszódik, Crichton regénye azonban 1979-ben indul.
A hieroglifán megfejtett üzenet Itt vagyunk. Figyelünk bennetek több helyen is előfordul a romok között és nemcsak az edzők szavára utalhat, mint azt Elliot a filmben mondja. Az üzenet olyan jelentést is hordozhet, amely a betolakodókat inti óva, ugyanis a területet vérebek őrzik gorillák személyében.
A filmből nem derül ki, de a regényben a szereplők felmérik, hogy a szürke gorillák éjszakai állatok, nappal ritkán támadnak. Ez annak tudható be, hogy Zinj lakói éjszakai őrző-védő feladatra tanították be őket, amikor az emberi őrök képessége korlátozott volt, ám a gorillák a szaglások és a látásuk segítségével továbbra is hatékonyan védelmezték a bányákat. Miután ezek az állatok visszavadultak, éjszakai életmódot kezdtek élni.
A regény cselekménye alapján a szürke gorillák azért lettek a legmegbízhatóbb őrei a bányáknak, mivel őket csak a vérontás és a gyilkolás érdekelte. Őket semmiképp sem lehetett megvesztegetni. Minden, a bánya területére behatoló idegent lemészároltak. Visszavadulásukat követően a bánya lett az otthonuk, amit továbbra is védtek emberektől és állatoktól, valamennyijüket elpusztítva.
További kimaradt részlet, amikor a szereplők ezen gorillafaj kialakulását próbálják megfejteni. A szürke gorillák számos fizikai jellemzője inkább hasonlít a csimpánzokra vagy az emberekre. Testtömegük és méretük is nagyobb a többi gorillához képest. Természetellenes agressziójuk és öldöklési mechanizmusuk szinte már ördögi. Ugyanakkor kőeszközöket, pl. simított kőlapokat használnak, de általában ezeket is áldozataik meggyilkolására (ezzel zúzzák be a koponyájukat). Ezért feltételezik, hogy gorillák és csimpánzok keresztezéséből, de akár gorillák és emberek keresztezéséből jöhettek létre.
Szintén alapvető elem, amely kimaradt a filmből, hogy a Munkenkónál fellelt kékgyémánt, amelytől Homolka gazdagságot remél, csak félvezetőként hasznos, drágakőként viszont teljesen értéktelen lenne. Munrónak viszont sikerül titokban kicsempésznie néhány gyémántot, amit aztán elad az Intel kommunikációs vállalatnak.
Kahega csak a filmben esik áldozatul a szürke gorilláknak, a regényben viszont megmenekül.